# Cerithiopsis greppii
Cerithiopsis greppii is een slakkensoort uit de familie van de Cerithiopsidae. De wetenschappelijke naam van de soort is voor het eerst geldig gepubliceerd in 2005 door Buzzurro & Cecalupo.